# Basket League 2012/13
Die Basket League Saison 2012/13, aus Gründen des Sponsorings offiziell Basket League OPAP, war die 73. Austragung der griechischen Meisterschaft im Basketball und die erste unter der Bezeichnung Basket League. Die reguläre Saison begann am 13. Oktober 2012 und endete am 19. Mai 2013. In den folgenden Playoffs erspielte sich Panathinaikos am 12. Juni 2013 die griechische Meisterschaft.

## Teilnehmende Teams
Zur Saison 2012/13 nahmen folgende Teams teil:
| Name                 | Stadt        | Trainer                                                                | Spielstätte                               | Plätze | Meisterschaften |
| -------------------- | ------------ | ---------------------------------------------------------------------- | ----------------------------------------- | ------ | --------------- |
| Apollon Patras CARNA | Patras       | Nikos Vetoulas                                                         | Klisto tis Perivolas                      | 03.500 | -               |
| Aris Saloniki        | Thessaloniki | Vangelis Alexandris, Vangelis Angelou                                  | Alexandrio Athlitiko Melathron            | 05.138 | 10              |
| EK Kavalas           | Kavala       | Chris Chougaz, Dimitris Galanis, Angelos Koronios, Vangelis Alexandris | Athlitiko Kentro Kalamitsas               | 01.700 | -               |
| Ikaros LUCY HOTEL    | Kallithea    | Dimitris Priftis, Giorgos Kalafatakis                                  | EAK Glyfadas                              | 03.232 | -               |
| Ilisiakos Athen      | Athen        | Dimitris Papanikolaou, Giorgos Zeugolis, Dimitris Liogas               | Klisto Ilision                            | 01.200 | -               |
| Olympiakos Piräus    | Piräus       | Georgios Bartzokas                                                     | Stadion des Friedens und der Freundschaft | 14.776 | 10              |
| KAOD AM. Genetics    | Drama        | Giorgos Kalafatakis, Nenad Marković                                    | Klisto Dramas                             | 01.600 | -               |
| Kolossos VAP         | Rhodos       | Minas Gekos, Vasilis Fragkias                                          | Klisto Gymnastirio Rhodou                 | 01.500 | -               |
| Panathinaikos Athen  | Athen        | Argiris Pedoulakis                                                     | OAKA Olympic Indoor Hall                  | 18.900 | 32              |
| PAOK Saloniki        | Thessaloniki | Soulis Markopoulos                                                     | PAOK Sports Arena                         | 08.500 | 2               |
| Panionios On Telecom | Nea Smyrni   | Thanasis Skourtopoulos, Giannis Sfairopoulos                           | Klisto Neas Smirnis                       | 02.000 | -               |
| GS Peristeri         | Peristeri    | Dimitris Koustenis                                                     | Klisto Peristeri                          | 04.000 | -               |
| Rethymno Aegean      | Rethymno     | Stergios Koufos, Thanasis Giaples                                      | Klisto Rethymnou                          | 02.100 | -               |
| Panelefsiniakos      | Elefsina     | Giorgos Skarafingas                                                    | Klisto Elefsinas                          | 04.300 | -               |

|  | = Teilnehmer der Euroleague    |
|  | = Teilnehmer am Eurocup        |
|  | = Teilnehmer der Balkan League |

## Hauptrunde

### Tabelle
| Rang | # | Team                 | Punkte | Spiele | Siege | Niederlagen | Körbe       |
| ---- | - | -------------------- | ------ | ------ | ----- | ----------- | ----------- |
| 1    |   | Olympiakos Piräus    | 51     | 26     | 25    | 1           | 2278 – 1744 |
| 2    |   | Panathinaikos Athen  | 48     | 26     | 22    | 4           | 2088 – 1632 |
| 3    |   | Panionios On Telecom | 46     | 26     | 20    | 6           | 1999 – 1864 |
| 4    |   | PAOK Saloniki        | 43     | 26     | 17    | 9           | 1905 – 1843 |
| 5    |   | Rethymno AEGEAN      | 43     | 26     | 17    | 9           | 1979 – 1932 |
| 6    |   | Aris Saloniki        | 39     | 26     | 13    | 13          | 1824 – 1870 |
| 7    |   | Ikaros LUCY HOTEL    | 38     | 26     | 12    | 14          | 1854 – 1969 |
| 8    |   | Apollon Patras CARNA | 37     | 26     | 11    | 15          | 1951 – 1993 |
| 9    |   | KAOD AM. Genetics    | 37     | 26     | 11    | 15          | 2003 – 2053 |
| 10   |   | Kolossos VAP         | 34     | 26     | 8     | 18          | 1838 – 1971 |
| 11   |   | Panelefsiniakos      | 33     | 26     | 7     | 19          | 1880 – 1991 |
| 12   |   | Ilisiakos Athen      | 33     | 26     | 7     | 19          | 1788 – 2033 |
| 13   |   | GS Peristeri         | 33     | 26     | 7     | 19          | 1788 – 2033 |
| 14   |   | EK Kavalas           | 31     | 26     | 5     | 21          | 1937 – 2135 |

|  | = Playoff-Plätze (Plätze 1 bis 8)    |
|  | = Abstiegs-Plätze (Plätze 13 und 14) |

### Bestwerte
| Punkte | Spieler           | Verein               |     | Assists              | Spieler             | Verein |                 | Steals               | Spieler | Verein          |                   | Blocks | Spieler               | Verein               |  | Rebounds | Spieler | Verein |
| 441    | Nikos Pappas      | Panionios On Telecom | 143 | Vasilis Spanoulis    | Olympiakos Piräus   | 62     | Kevin Palmer    | KAOD AM. Genetics    | 69      | Brent Petway    | Rethymno AEGEAN   | 216    | Kevin Palmer          | KAOD AM. Genetics    |  |          |         |        |
| 402    | Errick McCollum   | Apollon Patras       | 121 | Nikos Liakopoulos    | Panelefsiniakos     | 54     | Keaton Grant    | Apollon Patras       | 36      | Mouhammad Faye  | Ikaros LUCY HOTEL | 202    | Mouhammad Faye        | Ikaros LUCY HOTEL    |  |          |         |        |
| 399    | Nikos Liakopoulos | Panelefsiniakos      | 117 | Dimitris Diamantidis | Panathinaikos Athen | 49     | Nikos Pappas    | Panionios On Telecom | 36      | Guy Marc Michel | KAOD AM. Genetics | 197    | Lazaros Papadopoulos  | PAOK Saloniki        |  |          |         |        |
| 359    | William Coleman   | EK Kavalas           | 91  | Nontas Papantoniou   | GS Peristeri        | 45     | Marcus Hatten   | Kolossos VAP         | 30      | William Coleman | EK Kavalas        | 168    | Vladimiros Giankovits | Panionios On Telecom |  |          |         |        |
| 359    | Terrell Stoglin   | Ilisiakos Athen      | 82  | Alexandros Petroulas | GS Peristeri        | 42     | Errick McCollum | Apollon Patras       | 30      | Larry Turner    | Apollon Patras    | 166    | William Coleman       | EK Kavalas           |  |          |         |        |

## Playoffs
Das Viertelfinale wurde im „Best-of-Three“-Modus gespielt, die folgenden Runden im „Best-of-Five“-Modus.

### Ergebnisse
| Viertelfinale | Viertelfinale        | Viertelfinale       |   |                     | Halbfinale | Halbfinale | Halbfinale |  |  | Finale | Finale | Finale |
|               |                      |                     |   |                     |            |            |            |  |  |        |        |        |
| 1             | Olympiakos Piräus    | 2                   |   |                     |            |            |            |  |  |        |        |        |
| 8             | Apollon Patras CARNA | 0                   |   |                     |            |            |            |  |  |        |        |        |
| 8             | Apollon Patras CARNA | 0                   | 1 | Olympiakos Piräus   | 3          |            |            |  |  |        |        |        |
|               |                      |                     | 1 | Olympiakos Piräus   | 3          |            |            |  |  |        |        |        |
|               | 5                    | Rethymno AEGEAN     | 0 |                     |            |            |            |  |  |        |        |        |
| 4             | 5                    | Rethymno AEGEAN     | 0 | PAOK Saloniki       | 0          |            |            |  |  |        |        |        |
| 4             |                      |                     |   | PAOK Saloniki       | 0          |            |            |  |  |        |        |        |
| 5             | Rethymno AEGEAN      | 2                   |   |                     |            |            |            |  |  |        |        |        |
| 5             | Rethymno AEGEAN      | 2                   | 1 | Olympiakos Piräus   | 0          |            |            |  |  |        |        |        |
|               |                      |                     |   | Olympiakos Piräus   | 0          |            |            |  |  |        |        |        |
|               | 2                    | Panathinaikos Athen | 3 |                     |            |            |            |  |  |        |        |        |
| 2             | 2                    | Panathinaikos Athen | 3 | Panathinaikos Athen | 2          |            |            |  |  |        |        |        |
| 2             |                      |                     |   | Panathinaikos Athen | 2          |            |            |  |  |        |        |        |
| 7             | Ikaros LUCY HOTEL    | 0                   |   |                     |            |            |            |  |  |        |        |        |
| 7             | Ikaros LUCY HOTEL    | 0                   | 2 | Panathinaikos Athen | 3          |            |            |  |  |        |        |        |
|               |                      |                     | 2 | Panathinaikos Athen | 3          |            |            |  |  |        |        |        |
|               | 3                    | Panionios Telecom   | 0 |                     |            |            |            |  |  |        |        |        |
| 3             | 3                    | Panionios Telecom   | 0 | Panionios Telecom   | 2          |            |            |  |  |        |        |        |
| 3             |                      |                     |   | Panionios Telecom   | 2          |            |            |  |  |        |        |        |
| 6             | Aris Saloniki        | 1                   |   |                     |            |            |            |  |  |        |        |        |

### Übersicht
| Ergebnisse          |                      |   |                      |         |         |         |         |         |
| Viertelfinale       |                      |   |                      |         |         |         |         |         |
| #                   | Team 1               | # | Team 2               | Spiel 1 | Spiel 2 | Spiel 3 | Spiel 4 | Spiel 5 |
| 1                   | Olympiakos Piräus    | 8 | Apollon Patras CARNA | 77:63   | 83:73   | ––      | ––      | ––      |
| 4                   | PAOK Saloniki        | 5 | Rethymno AEGEAN      | 71:75   | 65:88   | ––      | ––      | ––      |
| 2                   | Panathinaikos Athen  | 7 | Ikaros LUCY HOTEL    | 88:57   | 78:62   | ––      | ––      | ––      |
| 3                   | Panionios On Telecom | 6 | Aris Saloniki        | 80:79   | 66:75   | 74:67   | ––      | ––      |
| Halbfinale          |                      |   |                      |         |         |         |         |         |
| 1                   | Olympiakos Piräus    | 5 | Rethymno AEGEAN      | 77:62   | 87:72   | 80:67   | ––      | ––      |
| 2                   | Panathinaikos Athen  | 3 | Panionios On Telecom | 84:61   | 81:55   | 64:62   | ––      | ––      |
| Spiel um Platz drei |                      |   |                      |         |         |         |         |         |
| 3                   | Panionios On Telecom | 5 | Rethymno AEGEAN      | 80:74   | 73:74   | 71:60   | 71:61   | ––      |
| Finale              |                      |   |                      |         |         |         |         |         |
| 1                   | Olympiakos Piräus    | 2 | Panathinaikos Athen  | 51:64   | 52:63   | 72:76   | ––      | ––      |

## Endstand
| Rang | Team                 | Anmerkung |
| ---- | -------------------- | --------- |
| 1.   | Panathinaikos Athen  |           |
| 2.   | Olympiakos Piräus    |           |
| 3.   | Panionios On Telecom |           |
| 4.   | Rethymno AEGEAN      |           |
| 5.   | PAOK Saloniki        |           |
| 6.   | Aris Saloniki        |           |
| 7.   | Ikaros LUCY HOTEL    |           |
| 8.   | Apollon Patras CARNA |           |
| 9.   | KAOD AM. Genetics    |           |
| 10.  | Kolossos VAP         |           |
| 11.  | Panelefsiniakos      |           |
| 12.  | Ilisiakos Athen      |           |
| 13.  | GS Peristeri         |           |
| 14.  | EK Kavalas           |           |

## Meistermannschaft
In Klammern die Spieleinsätze zur Saison in der Basket League. In der Hauptrunde wurden 26 Spiele gespielt. In den Playoffs folgten für Panathinaikos weitere acht.
| Pos. | Starter                   | Bank                        | Bank                         | Reserve                 |
| ---- | ------------------------- | --------------------------- | ---------------------------- | ----------------------- |
| C    | Stephane Lasme (32)       | Sofoklis Schortsanitis (29) | Gaios Skordilis (21)         | Giorgos Diamantakos (2) |
| PF   | James Gist (23)           | Kostas Tsartsaris (31)      | Richard Guinn (8)            |                         |
| SF   | Jonas Mačiulis (33)       | Charis Giannopoulos (22)    | Vasilis Charalampopoulos (5) |                         |
| SG   | Roko Leni Ukić (30)       | Michael Bramos (34)         |                              |                         |
| PG   | Dimitris Diamantidis (30) | Vasilis Xanthopoulos (31)   | Ramel Curry (10)             |                         |

## Saisonale Auszeichnung
| Most Valuable Player (Wertvollster Spieler) Best Defensive Player (Bester Defensivspieler) - Stephane Lasme (Panathinaikos Athen) Most Improved Player (Am stärksten verbesserter Spieler) - Vladimiros Giankovits (Panionios On Telecom) Most Popular Player (Beliebtester Spieler) Most Media Player (Beliebtester Spieler der Presse) - Brent Petway (Rethymno Aegean) | Best Young Player (Wertvollster Jugendspieler) - / Aleksandar Vezenkov (Aris Saloniki) Coach of the Year (Trainer des Jahres) - Argiris Pedoulakis (Panathinaikos Athen) Best Five Team (Beste Fünf der Saison) - G Dimitris Diamantidis (Panathinaikos Athen) - G Vasilis Spanoulis (Olympiakos Piräus) / Nikos Pappas (Panionios On Telecom) - C Stephane Lasme (Panathinaikos Athen) - F Kostas Papanikolaou (Olympiakos Piräus) - F Vladimiros Giankovits (Panionios On Telecom) |